# Cheirostylis moniliformis
Cheirostylis moniliformis là một loài thực vật có hoa trong họ Lan. Loài này được (Griff.) Seidenf. mô tả khoa học đầu tiên năm 1978.